# متحف حديقة براساستي
متحف حديقة براساستي (بالإندونيسية: Museum Taman Prasasti) هو متحف يقع في جاكرتا عاصمة إندونيسيا. كان المتحف في السابق مقبرة شيدته الحكومة الاستعمارية الهولندية في عام 1795 كمكان أخير لمقابر النبلاء الهولنديين. العديد من الأشخاص المهمين الذين تم دفنهم في منطقة المقبرة هم أوليفيا ماريامان رافلز الزوجة الأولى للحاكم البريطاني العام توماس ستامفورد رافلز، والناشطة الشابة الإندونيسية سوي هوك جي.
منطقة المقبرة هي الأقدم من نوعها في جاكرتا وربما كانت أقدم مقبرة حديثة في العالم بالمقارنة مع حديقة فورت كاننغ (1926) في سنغافورة، ومقبرة جور هيل (1868) في سيدني، ومقبرة بير لاشيز (1803) في باريس، ومقبرة جبل أوبورن (1831) في كامبريدج ماساتشوستس.

## التاريخ
تم فتح المقبرة رسميًا في 28 سبتمبر 1797، على الرغم من أن الناس قد دفنوا هنا في وقت مبكر من عام 1795. كانت المقبرة تُعرف باسم كيبون جاه كوبر حيث تم تسجيلها بهذا الاسم منذ 14 ديسمبر 1798. تقع في كركوفلان وتبلغ مساحتها الإجمالية 5.9 هكتار. تم بناء المقبرة لاستيعاب العدد المتزايد للوفيات التي نجمت عن تفشي المرض في باتافيا. بسبب هذا التفشي كانت منطقة المقبرة تشمل االكنيسة الهولندية الجديدة وبينينكرك الكنيسة برتغالية داخل المدينة وكنيسة سيون البرتغالية الممتلئة. وبسبب هذا تم نقل بعض شواهد القبور من هذه المقابر إلى مقبرة كيبوه جاهي كوبر.
تقع مقبرة كيبوه جاهي كوبر بالقرب من نهر كالي كروكوت. تم استخدام هذا النهر ذات مرة كوسيلة نقل لنقل الموتى إلى المقبرة عبر القارب. بعد إعلان استقلال إندونيسيا تم استخدام الحديقة كمقبرة مسيحية. خلال العامين الأولين تمت إدارتها من قبل مؤسسة فيربيرغ وعلى مدار العشرين عامًا التالية تم التعامل معها من قبل مؤسسة بالانغ هيتام.
من عام 1967 إلى 1975 كانت المقبرة تديرها وكالة دفن جاكرتا. في عام 1975 تم إغلاق المقبرة لإفساح المجال لبناء مكتب بلدية جاكرتا المركزية. بناء على طلب من الحكومة المحلية تم نقل بعض الجثث من قبل الأقارب بينما تم نقل البعض الآخر إلى مقبرة تاناه قصير في جنوب جاكرتا. تمت إزالة العديد من شواهد القبور والمنحوتات والتماثيل أثناء بناء المكتب والآن هناك 32 شاهد قبر فقط في مواقعها الأصلية. كما تم تقليص حجم المقبرة من قطعة الأرض الأصلية البالغة 5.9 هكتار إلى 1.3 هكتار. تم اختيار 1.372 فقط من حوالي 4.200 حجر ليتم الاحتفاظ بها في المقبرة.
تم افتتاح المقبرة رسميًا كمتحف حديقة براساستي في 9 يوليو 1977 من قبل علي صديقين الحاكم السابق لجاكرتا. منذ عام 2003 تتم إدارة المتحف من قبل إدارة متحف تاريخ جاكرتا.

## المقتنيات
المجموعة الرئيسية للمتحف هي شواهد القبور الهولندية، بعضها جاء من نيو هولاند كيرك الذي أصبح الآن متحف وايانغ في مدينة جاكرتا القديمة. يتم وضع علامة على هذه القبور بنقش "HK" اختصارًا لـ «هولاند كيرك» لأقدم شواهد القبور من القرن السابع عشر حتى نهاية القرن الثامن عشر. يتراوح نمط شواهد القبور من النمط الجاوي الهندوسي والجديد والكلاسيكي. شواهد القبور مرتبة في محيط يشبه المنتزه.
مجموعة أخرى من هذا المتحف هي أحجار نقوش قديمة، ومنمنمة من شواهد قبور مختلفة من مقاطعات مختلفة في إندونيسيا، نسخة طبق الأصل من قلوب من القرن السابع عشر، وتوابيت سوكارنو ونائبه محمد هاتا أول رئيس ونائب رئيس إندونيسيا.
تم بناء المبنى الرئيسي المصمم على الطراز الدوري أمام المقبرة في عام 1874. يحتوي المبنى على جناحين إلى اليسار وإلى اليمين من المبنى الرئيسي، يستخدم كل منهما لقبر بقايا الذكور والإناث.